# Замішанці
Замішанці — українська етнічна група на Закерзонні в XV—XX ст., проміжна між надсянцями та лемками.

## Історія
Дослідження замішанців почав український етнограф Іван Верхратський в 1894 році. Подальші дослідження здійснювали українські історики і етнографи Ізидор Шараневич, Михайло Грушевський, Іван Зілинський, Орест Зілинський та інші. За даними польського історика Артура Бата, станом на 1945 р. замішанці були найменшою етнічною групою українців у Польщі.
Замішанці представлені групою з 10 сіл у Стрижівському і Кросненському повітах сучасної Польщі, які були «українським островом»: Бонарівка, Ванівка, Опарівка, Коростенка, Ріпник, Петруша Воля, Чорноріки, Близенька, Гвоздянка і Яблуниця. Замішанськими селами також були Бережанка, Лютча, Завадка, Висока Стрижовська, Вороблик Королівський та ін.      
До 1840—1870-х рр. число цих сіл могло коливатись від 15 до 25. Точний підрахунок неможливий без опрацювання архівних даних і тому до таких сіл включено 14 населених пунктів.       
Центральним селом даного етноанклаву є с. Бонарівка Стрижівської міської гміни.      
Наприкінці XVIII ст. тут проживало 4722 мешканці, з них 4318 українців-русинів (91,5%), 316 поляків (6,7%) та 88 євреїв (1,9%). За 150 років населення подвоїлося до 8890 осіб у 1930 році, в тому числі 7595 українців (85%), 1230 поляків (14%) і 65 євреїв (1%). Відсоткове збільшення польського населення відбулося за рахунок часткової полонізації українців у двох віддалених селах (Гвоздянка і Блізнянка).    
Наприкінці ХІХ століття розпочалася масова економічна міграція місцевого населення до США та Канади. На початку XX ст. там постійно або тимчасово перебувало понад 10% від загальної кількості населення.
Опісля депортації замішанців з постійного місця проживання у Стрижівськім повіті Польщі в травні 1945-го р., найбільші діаспори цих сіл є у Снятині і в селах Отинійської ОТГ в Івано-Франківській області.    
В Снятині найбільша діаспора замішанців в червні 1945 року осіла в його передмісті Августдорф і в с. Горішнє Залуччя (зараз в складі Снятинської ОТГ). В 1947 р. замішанці були примусово загнані в колгоспи Прикарпаття, призвані у порядку призову в радянську армію або ж частково репресовані в рамках їх допомоги місцевим загонам УПА .   
Після відновлення незалежності, проблемою займалися українські краєзнавці З. Буцьо, М. Голей, М. Мамчак, Я. Пащак, Г. Добрянська-Попович, а також польські історики Г. Ольшанський, А. Бата ін. На сучасному етапі дослідниками замішанців є історики О. Малярчук і А. Бойда, мовознавиця Л. Колєснік, письменниця Н. Шейко-Медвєдєва і ін.
В 2021 році в Коломиї були опубліковані спогади Петра Пащака — дяка Покровської церкви села Бонарівка. 

## У ЗМІ
- 2024 року Суспільне Івано-Франківськ опублікував текстовий матеріал та документальний репортаж «Голод, винищувальні загони, УПА і репресії: історії зі Станіславівки, де живуть сім'ї депортованих із Закерзоння», у матеріалах йдеться про депортованих замішанців з села Бонарівка від імені їх нащадків — тракториста Ігоря Лиска, машиніста Андрія Беднарчика і історика Андрія Бойди[10].
- 2025 року на Youtube Суспільне Івано-Франківськ вийшов документальний фільм «Августдорф: від однієї з найбільших німецьких колоній Галичини до вулиці-пустки», для якого журналісти взяли інтерв'ю у етнічного замішанця, художника і мебельного конструктора Івана Хом'яка. Історичну довідку про заселення замішанцями з села Бонарівка колишньої німецької колонії Августдорф у Снятині дав історик Андрій Бойда[11].

## Відомі замішанці
- Зиновій Буцьо (1939) — заслужений енергетик України.
- Микола Голей (1939 — 2024) — краєзнавець, поет і громадський діяч.
- Іван Зілинський (1879— 1952) — доктор філософії, етнограф і мовознавець.
- Орест Зілинський (1923 — 1976) — історик-славіст, літературознавець і етнограф.
- Василь Опарівський (1890 — 1919) — капелан 8-ї бригади УГА, тесть Степана Бандери.
- Василь Падох (1880—1919) — український громадсько-політичний діяч доби ЗУНР, правник, доктор права, офіцер австро-угорської армії.
- Петро Пащак (1895 — 1986) — громадсько-церковний і військовий діяч, журналіст, дяк парафії села Бонарівка в 1921—1945 рр.
- Ярослав Пащак (1922 — 1996) — член південної похідної групи ОУН, учасник Воркутинського повстання 1953 р., мемуарист і поет.
- Іван Русенко (1890 — 1960) — український поет, москвофіл, вчитель в замішанських селах Лютча та Бонарівка Стрижівського повіту.Карта розселення замішанців на поч. XX ст.

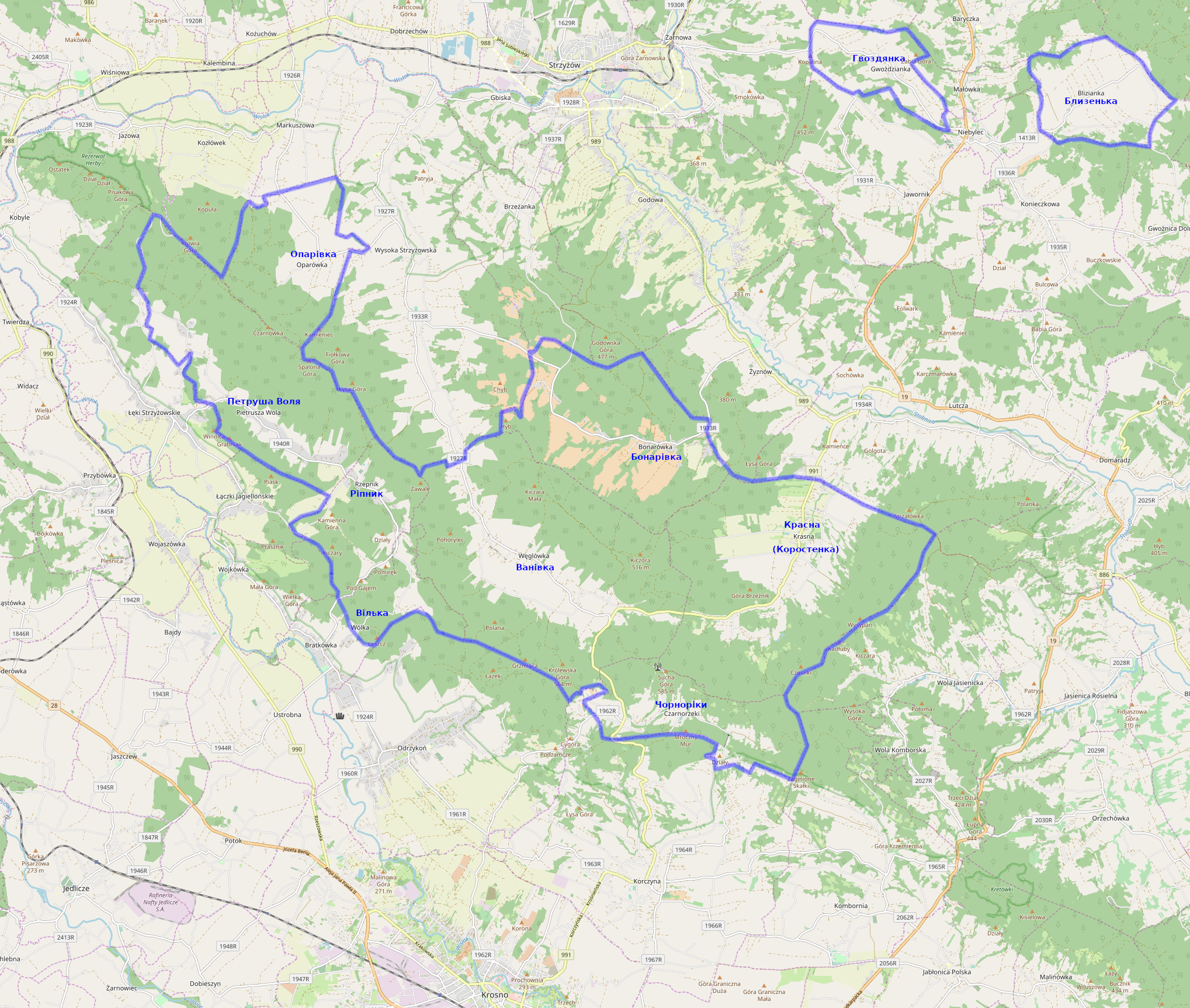
Карта розселення замішанців на поч. XX ст.

## Пов'язані з Замішанщиною
- Ярослава Бандера (1917  — 1977) — діячка ОУН, яка по лінії батька мала корені з села Бонарівка.
- Іван Верхратський (1846 — 1919) — етнограф, перший дослідник замішанців.
- Іван Клюфас (1894 — 1965) — короснянський декан ГКЦ (1931—1945) з осідком в с. Бонарівка.
- Анатоль Курдидик (1905 — 2001) — український журналіст, який називав Замішанщину «українським островом».
- Юлія Опарівська (1899 — 1944) — українська вчителька, громадська діячка, теща Степана Бандери, яка похована в селі Бонарівка.
- Тарас Франко (1889 — 1971) — частий гість пароха села Бонарівка Івана Клюфаса.